# Lesní botanická zahrada "Marszewo"
Lesní botanická zahrada "Marszewo" je botanická zahrada na pozemcích Nadleśnictwo Gdańsk, vytvořená v souvislosti se vzdělávacím střediskem (Ośrodok Edukacji Leśnej) v Marszewie v Gdyni v Pomořském vojvodství v severním Polsku. Založení zahrady bylo povoleno 4. srpna 2010. Zahrada byla založena na ploše 49,69 ha. Koncept zahrady byl vytvořen na základě žádosti SPS Gdańsk vědeckými pracovníky na univerzitě v Gdaňsku. Z četných tematických sbírek rostlin, jako první byl založen sad starých odrůd ovocných stromů. Organizací je prováděna zdarma environmentální výchova v lesnictví a interaktivní vzdělávání.

## Části zahrady a sbírky rostlin
Sbírka stromů a keřů začátkem roku 2014 čítala více než 230 druhů na ploše cca 5 ha.
- Stromy a keře s původním výskytem mimo Polsko
- Sbírka ostružin a růží (plánováno)
- Louky
- Sad starých odrůd ovocných dřevin
- Keře okraje lesů
- Fytocenóza buku lesního (bučiny)
- Rostliny podrostu chráněné a ohrožené v oblasti Gdaňsku
- Rekonstrukce porostu na stanovišti dubohabřin
- Fytocenóza lesa dubu a habru (dubohabřin)
- Starší fáze vývoje porostu při zalesňování,
- Počáteční fáze vývoje porostu při zalesňování
- Sukcese vegetace
- Żarnowczysko – biotop porostu janovce metlatého (plánováno)
- Vřesoviště (plánováno)
- Původní listnaté stromy ve stupních vlhkosti
- Mokré louky s chráněnými a ohroženými druhy v regionu Gdaňsk (plánováno)
- Rybník (probíhá)
- Pobřežní vegetace hydrofytů (plánováno)
- Vrbiny – Salicetum pentandro-cinereae a vrbové houštiny říčních údolí (plánováno)
- Druhy borovice lesní (plánováno)
- Druhy travních porostů písků (plánováno)
- Popínavé rostliny (v jednání)
- Planě rostoucí jedlé rostliny používané v minulosti a současnosti
- Planě rostoucí léčivé rostliny
- Druhy stromů a keřů chráněných a ohrožených v oblasti Gdaňsku (plánováno)
- Stromy a keře ve významu biocenóz
- Mokré louky (v jednání)